# Thrips helianthi
Thrips helianthi är en insektsart som beskrevs av Gary Scott Morgan 1913. Thrips helianthi ingår i släktet Thrips och familjen smaltripsar. Inga underarter finns listade i Catalogue of Life.